# Gudniki (powiat kętrzyński)
Gudniki (niem. Gudnick) – wieś w Polsce położona w województwie warmińsko-mazurskim, w powiecie kętrzyńskim, w gminie Korsze.
W latach 1975–1998 miejscowość należała administracyjnie do województwa olsztyńskiego.

## Położenie geograficzne

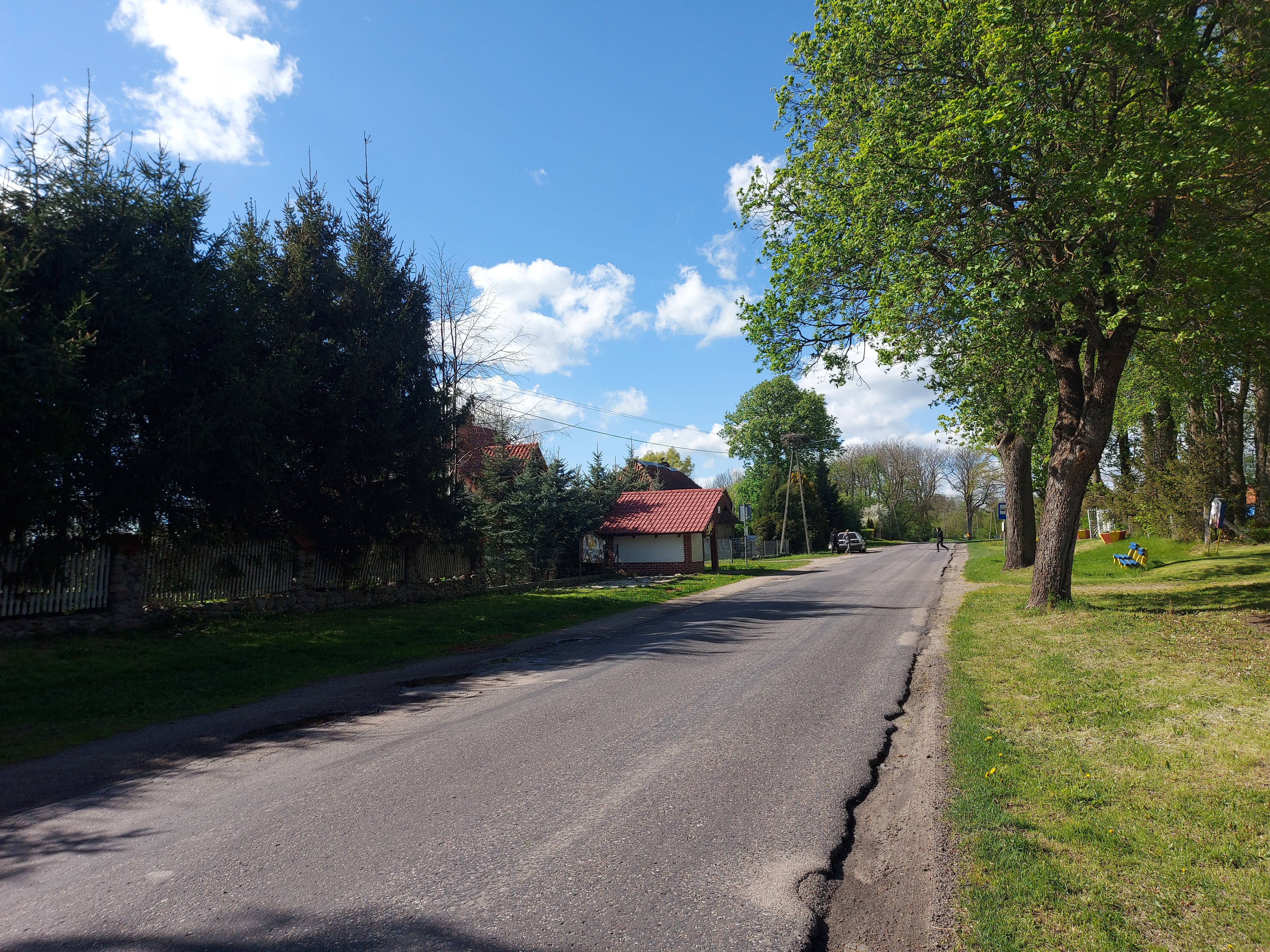
Droga nr 590 w Gudnikach

Wieś jest położona w południowej części gminy Korsze w bezpośredniej bliskości z gminą Reszel. Pod względem fizycznogeograficznym jest częścią Pojezierza Mrągowskiego. Ukształtowanie powierzchni wsi i okolic jest pagórkowate. Miejscowość jest otoczona terenami leśnymi. Są to: od północy: Łankiejmski Las (niem. Langheimer Forst), od wschodu Tołkiński Las (niem. Tolksdorfer Wald), a także niewielki las pomiędzy wsiami Babieniec i Worpławki. Ok. 2 km na wschód od Gudnik jest położone Jezioro Babienieckie.
Przez wieś przebiega droga wojewódzka nr , łącząca Reszel – 7 km i Korsze – 7,7 km.

## Historia
Wieś lokowana była w 1340 roku na pięciu włókach. Zasiedlona została wtedy przez Prusów. Po wojnie trzynastoletniej wieś znajdowała się na terenie Prus Zakonnych, później Prus Książęcych na pograniczu z Warmią.
W 1913 roku Gudniki wraz z Łankiejmami (siedziba majoratu) i nieistniejącym folwarkiem od przedstawiciela rodu von der Groeben dzierżawił Walter Hering, a ostatnim dzierżawcą był Albert Krieger. Dzierżawione majątki miały powierzchnię 920,5 ha. W tym czasie w Gudnikach był nieduży dwór i cegielnia.
Przed II wojną światową w Gudnikach funkcjonowała szkoła jednoklasowa (budynek szkoły z 1870 r.). Po roku 1945 była tu szkoła czteroklasowa.
Po 1945 dawny majątek ziemski włączony był do PGR, we wsi równolegle funkcjonowały też gospodarstwa chłopskie.
W roku 1973 Gudniki należały do sołectwa Babieniec, a obecnie są samodzielną wsią sołecką.

## Dawna parafia
Pod koniec XV w. była tu samodzielna parafia, która należała do archiprezbiteraratu reszelskigo. Po reformacji, gdy na terenie Prus Książęcych od 1525 wprowadzono wyznanie luterańskie jako obowiązujące, kościół w Gudnikach do roku 1528 był filią katolickiej parafii w Reszlu. Później do 1945 r. był kościołem filialnym parafii luterańskiej w Łankiejmach. Pierwszym znanym pastorem dla tych kościołów był Johann Wagner w latach 1554-1557, a ostatnim Curt Schlösser w latach 1939–1945. W okresie od XVI do XVIII w. nabożeństwa odprawiane były tu w języku niemieckim i polskim. Po I wojnie światowej katolicy z Gudnik należeli do parafii w Korszach. W grupie tej prowadzili działalność duszpasterską pallotyni z placówki misyjnej w Klewnie.
Współcześnie jest to kościół filialny parafii katolickiej w Reszlu pod wezwaniem św. Andrzeja Boboli.

## Zabytki i obiekty historyczne
- Kościół[8] z drugiej połowy XIV w. murowany z cegły i kamienia polnego, przebudowany w roku 1731, z dobudowaną w połowie XVIII w. niską, drewnianą wieżą. Wyposażenie wnętrza kościoła pochodzi z XVII i XVIII w. Na uwagę zasługuje wykonana z czerwonego marmuru płyta nagrobna lekarza Johana Bernarda Varnbagena, pochowanego tu w 1647.
- Obelisk przy kościele upamiętniający siedemnastu mieszkańców wsi poległych w czasie I wojny światowej.
- Ruiny kaplicy grobowej[8] przedstawicieli rodu von der Groeben z Łankiejm. Kaplica znajduje się nieco dalej od kościoła, na wzniesieniu przy drodze w stronę Reszla.
- Pozostałości nieczynnego wiejskiego cmentarza ewangelicko-augsburskiego z końca XVIII w.[8]

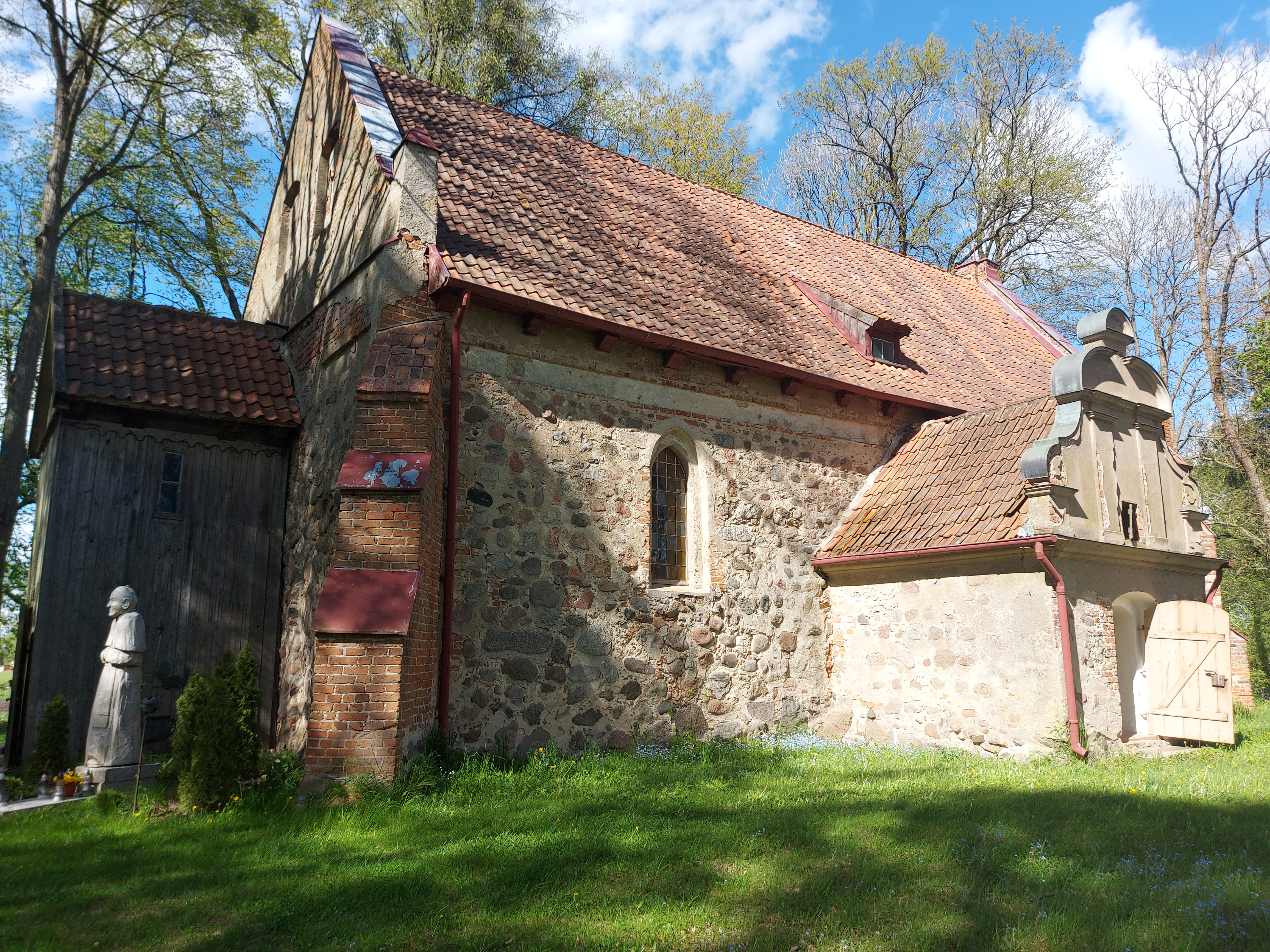
Kościół św. Andrzeja Boboli
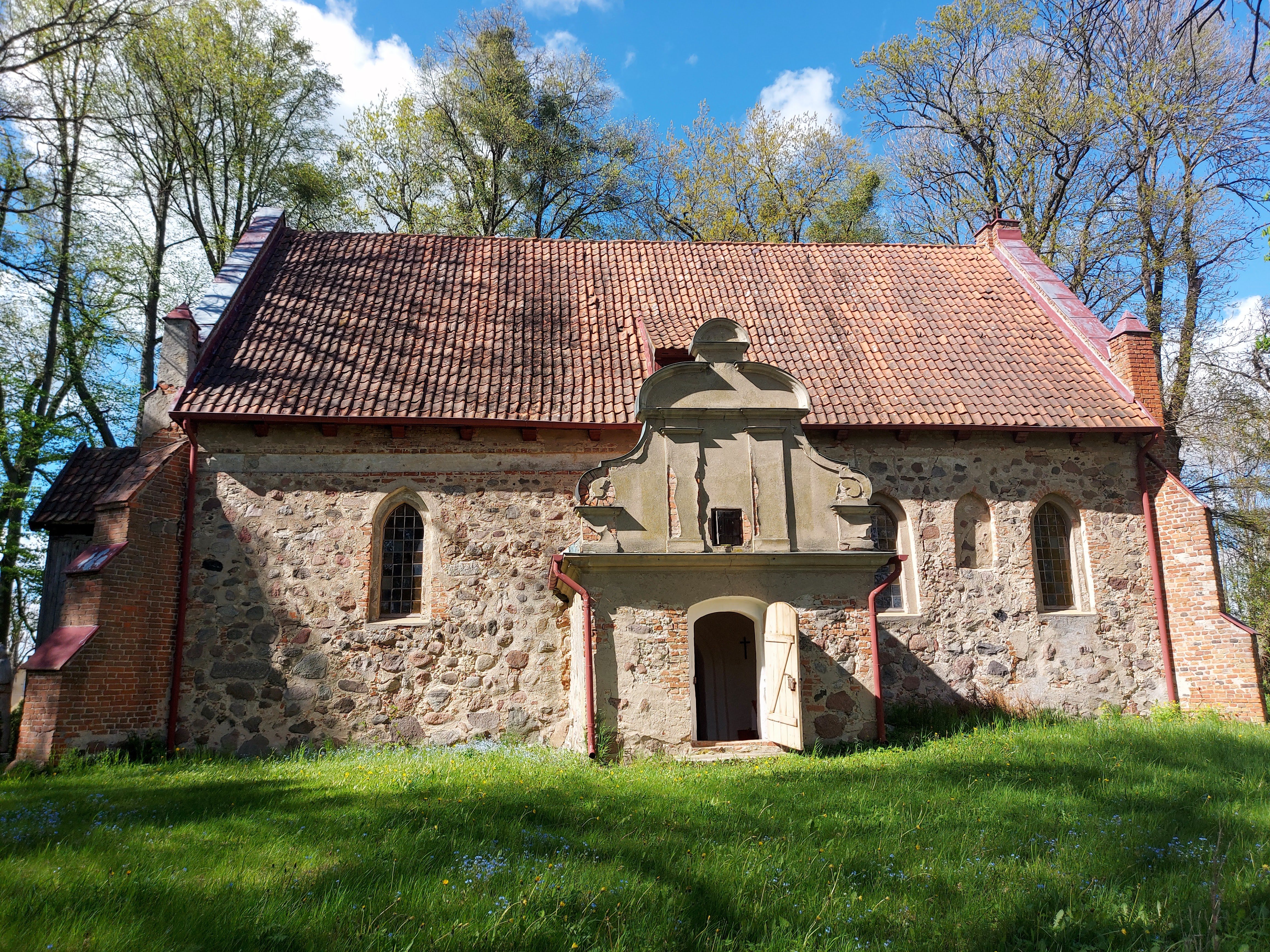
Kościół - widok od boku
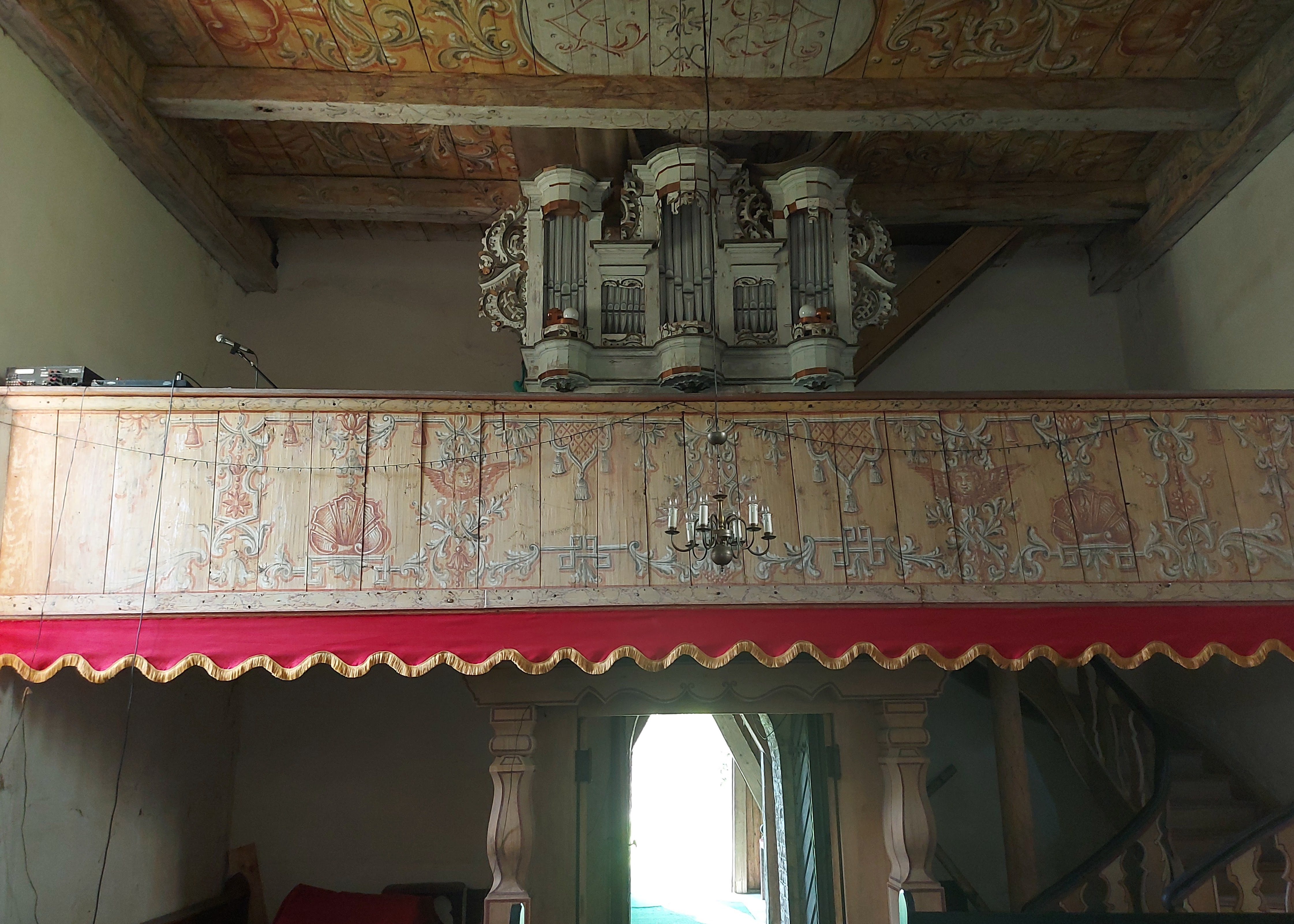
Kościół - chór i organy
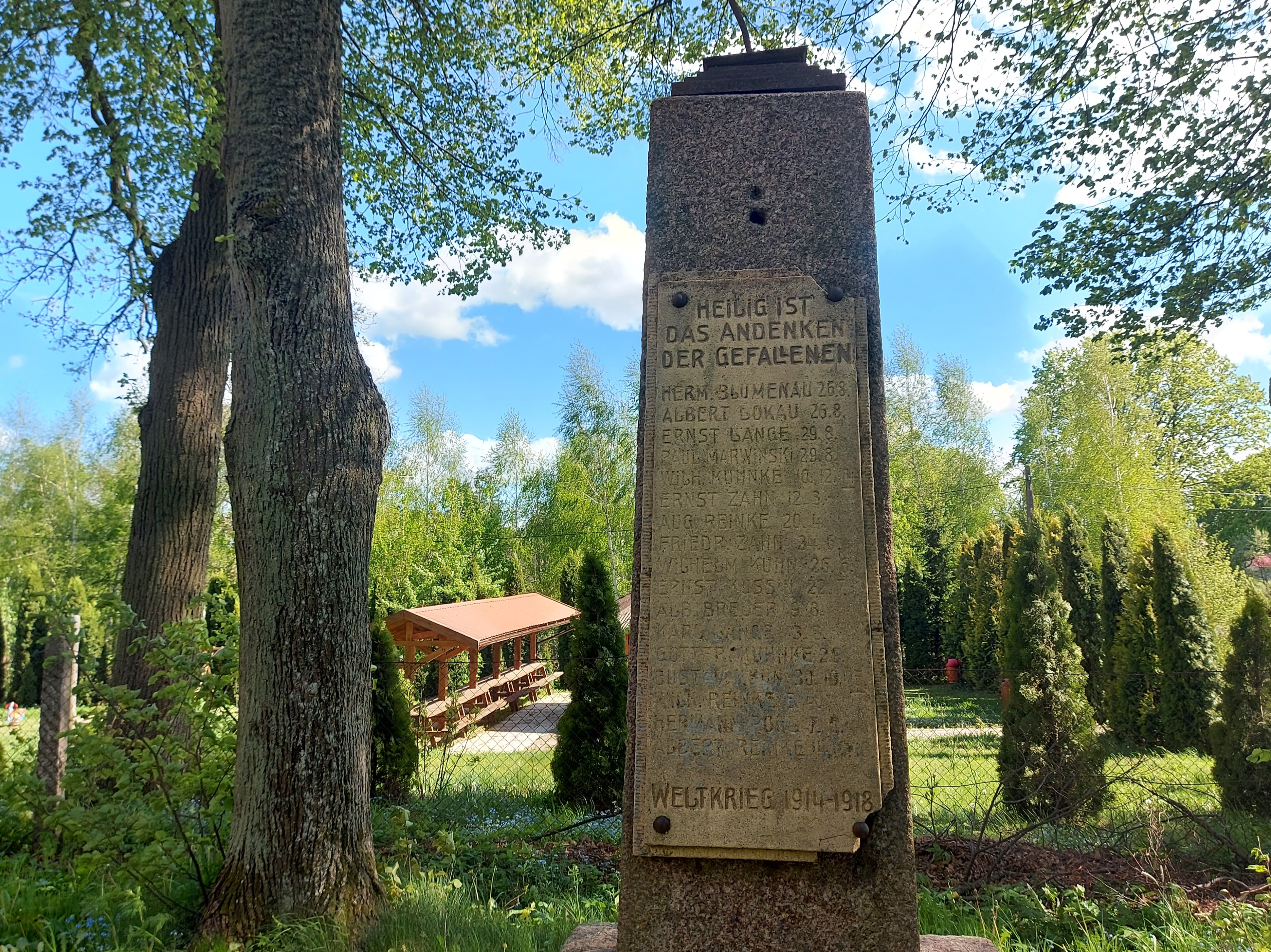
Obelisk ku czci poległych w czasie I wojny światowej
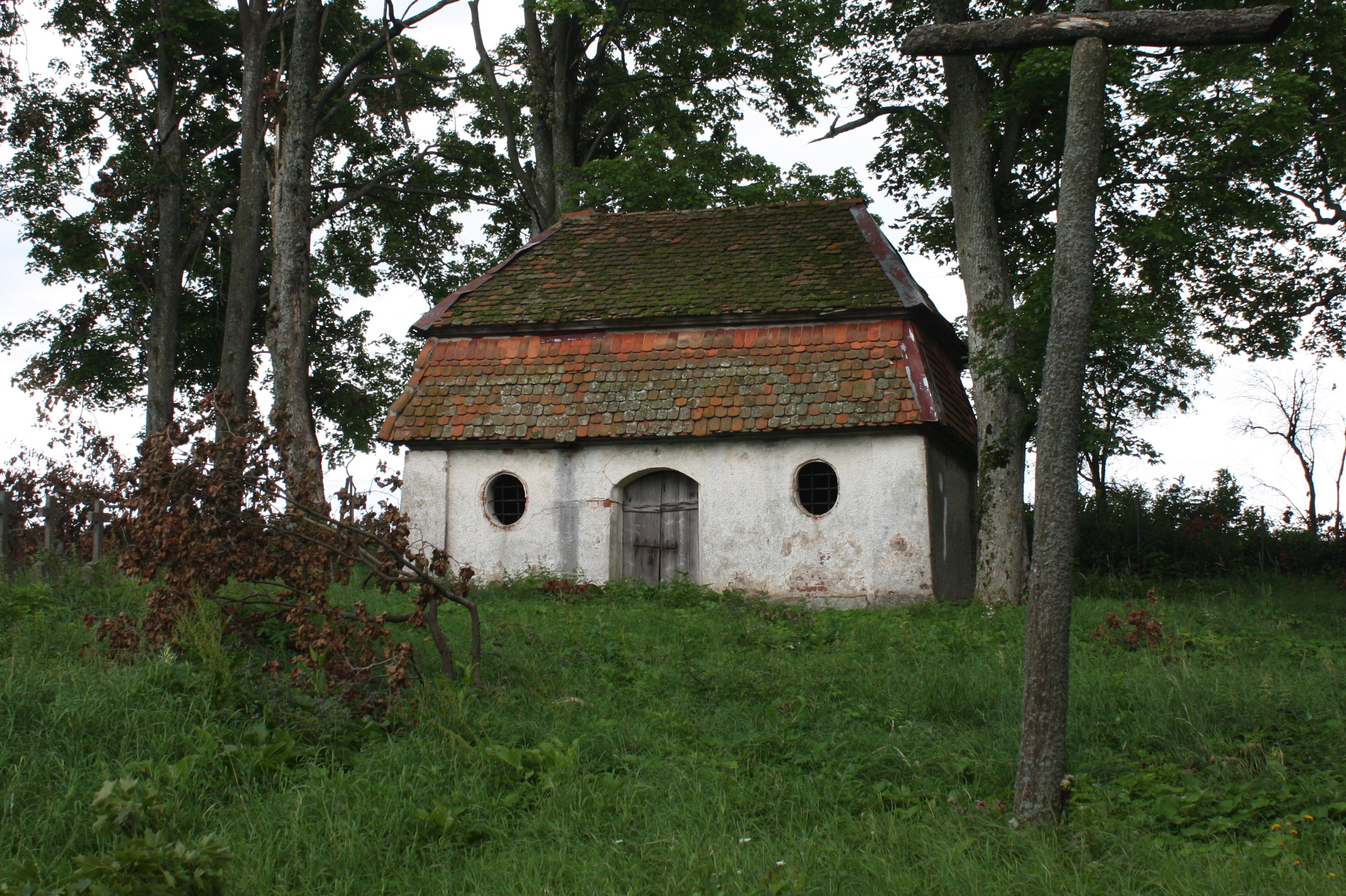
XVIII-wieczna kapliczka

## Demografia
Wieś w roku 1785 miała 23 domy mieszkalne, a w roku 1817 było ich 26.
Liczba mieszkańców: w roku 1817 – 226 osób, w 1925 – 274 osoby, w 1939 – 223 osoby, w 1970 – 100 osób, w 2016 – 49.